# Zofia Mrozowicka

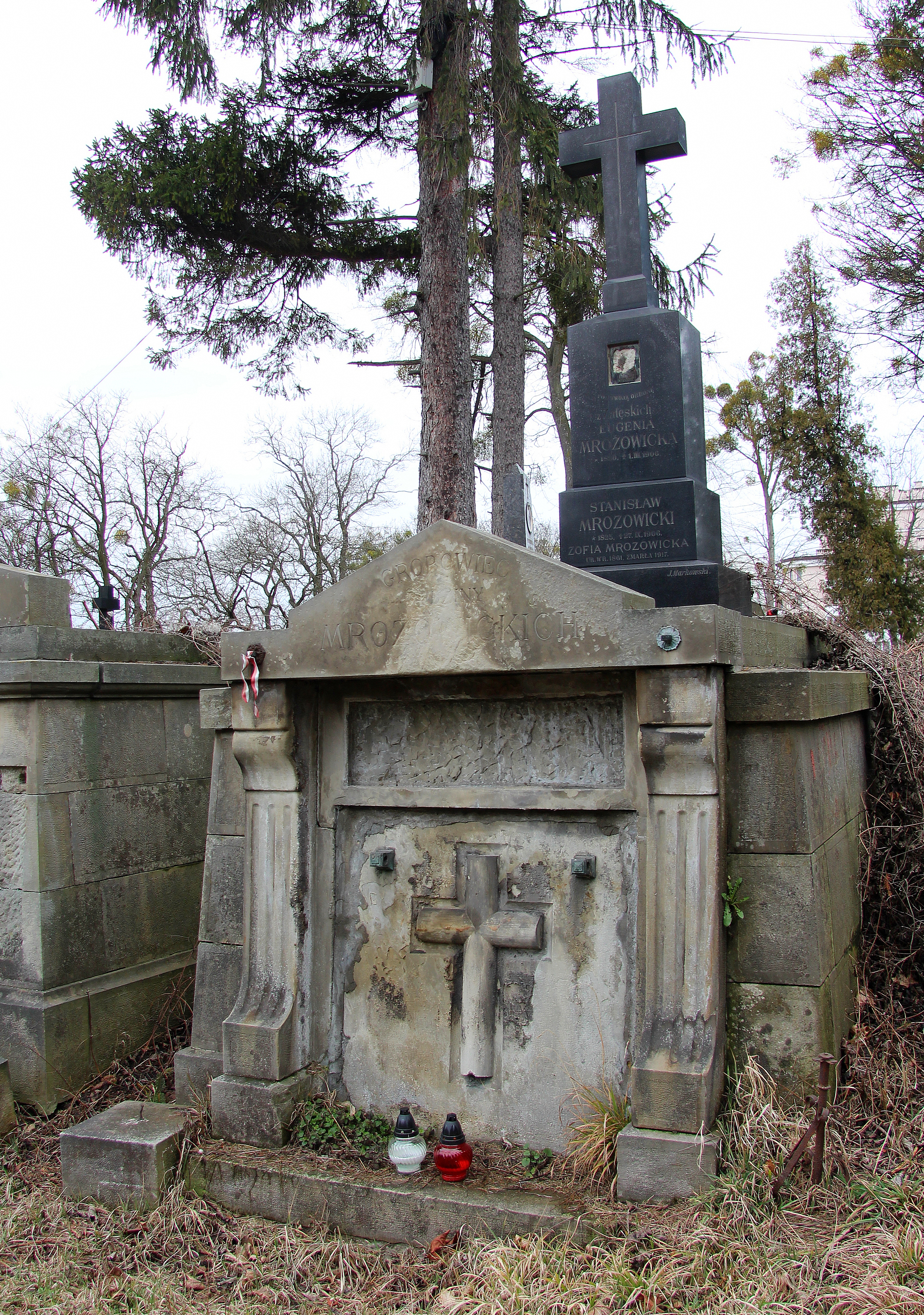

Zofia Mrozowicka herbu Prus III, ps. „Iza, Z M., Z.Mr., Zofia M.” (ur. 1861 w Sieczkowie (parafia Tuczępy), zm. 10 stycznia 1917 we Lwowie) – polska pisarka pozytywistyczna, publicystka i działaczka społeczna.

## Życiorys
Zofia Mrozowicka urodziła się w zamożnej rodzinie ziemiańskiej w Sieczkowie jako córka ziemianina Stanisława Piotra, członka Towarzystwa Rolniczego w Królestwie Polskim i Eugenii z Załęskich herbu Prus III. Siostrą Zofii była pisarka Irena Mrozowicka (ps. „Nagoda”). Po 1863 rodzina zmuszona była sprzedać majątek i przenieść się około 1872 roku do Lwowa. Mrozowicka wykształcenie zdobywała w domu, zaś w wieku 16 lat, po zdaniu egzaminów na nauczycielkę szkół wydziałowych, rozpoczęła pracę pedagogiczną. Wykształcenie uzupełniała we Lwowie, biorąc udział w wykładach uniwersyteckich. Od 1876 publikowała we lwowskich czasopismach „Tydzień Literacki, Artystyczny, Naukowy i Społeczny” i „Ruch Literacki”. W 1893 założyła pismo dla młodzieży „Wiek Młody”, które do 1900 redagowała samodzielnie, a następnie do 1903 razem z siostrą Ireną. W tym czasie, dzięki odziedziczeniu dużego majątku, mogła skupić się na pracy literackiej i społecznej. W 1905 była współzałożycielką Związku Teatrów i Chórów Włościańskich, dla którego zbierała teksty pieśni ludowych i układała obrazki sceniczne. Zainicjowała też wydawnictwo „Poradnik Teatrów i Chórów Włościańskich”. Współpracowała z licznymi czasopismami lwowskimi, warszawskimi, krakowskimi, wileńskimi, poświęconymi wychowaniu dzieci i młodzieży. Organizowała obchody rocznic narodowych. Była założycielką i przewodniczącą instytucji Ochrona Dziecka. Pochowana została na Cmentarzu Łyczakowskim we Lwowie.
Pseudonimy
W opracowaniach można spotkać rozbieżne informacje, których pseudonimów używała Zofia, a których Irena. Dotyczy to zwłaszcza pseudonimów „Iza” oraz „Nagoda”. Słownik pseudonimów pisarzy polskich. XV w. – 1970 r. (1996) podaje, że Zofia używała pseudonimów „Iza; Z.M.; Z.Mr.; Zofia M.”, pseudonimu „Nagoda” używała jej siostra Irena, zaś przypisywanie pseudonimu „Iza” Irenie jest błędne. Takie same pseudonimy przypisuje Zofii przewodnik bibliograficzny Dawni pisarze polscy od początków piśmiennictwa do Młodej Polski (2002). W dawniejszych publikacjach można spotkać informacje, że pseudonimu „Iza” używała Irena, zaś „Nagoda” – Zofia.

## Twórczość
- Poezje[11], Warszawa 1880, podp.: „Iza”
- Biedne dzieci, dialog, „Wiek Młody” 1897, przedr. w: Irena Mrozowicka: Trzy listy. Komedyjka w 1 akcie – Biedne dzieci. Dialog, Lwów 1922
- Pod obce niebo, obrazek dramatyczny w 1 akcie ze śpiewami, „Wiek Młody” 1897 nr 13–16, wyd. osobne Lwów 1922
- Powiastki dla najmłodszych, Warszawa 1905
- Głos krwi. Drama społeczne i miłosne. Jako się pono raz wydarzyło za rządów Jego Mości Króla Michała, o czem w historiach XVII w. wypisano[12], Lwów 1909
- Z piastowego pnia, dwa jednoaktowe obrazki dramatyczne[13] [Głód; Wnuka królewska], Lwów 1911
- Godzina ciszy[14], Lwów 1926

## Literatura dodatkowa
- Kasper Niesiecki: Mrozowicki herbu Prus. [W:] Korona polska przy złotej wolności starożytnymi wszystkich katedr, prowincji i rycerstwa klejnotami... T. III. Lwów, 1740, s. 317–318.